# Università Politecnica delle Filippine
L'Università Politecnica delle Filippine di Biñan (filippino: Unibersidad ng Pilipinas, Sudlong ng Biñan) è un'università filippina.
Il campus venne creato grazie ad un Memorandum of Agreement (MOA) fra l'università e il governo della città di Biñan nel 2010.